# Julia Grzybowska
Julia Katarzyna Grzybowska (ur. 30 kwietnia 2000 r.) – polska strzelczyni sportowa specjalizująca się w strzelaniu z karabinu, brązowa medalistka mistrzostw Europy juniorów.

## Życiorys
W 2020 roku zdobyła brązowy medal podczas mistrzostw Europy za konkurencji drużynowej karabinu pneumatycznego juniorek razem z Aleksandrą Szutko i Julią Piotrowską. W pojedynku o trzecie miejsce pokonały reprezentantki Ukrainy 17–15.